# Homegrown (album Neil Young)
Homegrown è il 41° album in studio del cantautore canadese Neil Young, pubblicato il 19 giugno 2020.

## Descrizione
L'album è composto da materiale registrato tra giugno 1974 e gennaio 1975. L'album è stato registrato dopo l'uscita di On the Beach e prima di Zuma. Come quei due album, gran parte del materiale è stato ispirato dalla relazione di Young con l'attrice Carrie Snodgress. L'album è stato registrato e preparato per essere pubblicato nel 1975, ma invece, al suo posto venne pubblicato Tonight's the Night.

## Tracce
Testi e musiche di Neil Young.
1. Separate Ways – 3:33
2. Try – 2:48
3. Mexico – 1:40
4. Love Is A Rose – 2:17
5. Homegrown – 2:47
6. Florida – 2:58
7. Kansas – 2:12
8. We Don't Smoke It No More – 4:50
9. White Line – 3:14
10. Vacancy – 3:58
11. Little Wing – 2:12
12. Star Of Bethlehem – 2:48